# Färöarnas herrlandslag i handboll
Färöarnas herrlandslag i handboll representerar den självstyrande danska ögruppen Färöarna i handboll. Laget ställer sedan 1990-talet upp i kvalspelet till de stora turneringarna.
Laget slutade sist i sin grupp vid Kvalspelet till Europamästerskapet i handboll för herrar 2010, efter förlust i alla tio matcherna samt målskillnaden 212–346.
De kvalificerade sig för ett mästerskap för första gången inför Europamästerskapet 2024. De slutade där på 20:e plats, men lyckades under gruppspelet ta en poäng mot Norge vilket var en stor skräll.